# Elmo
Pour les articles homonymes, voir Elmo (homonymie).

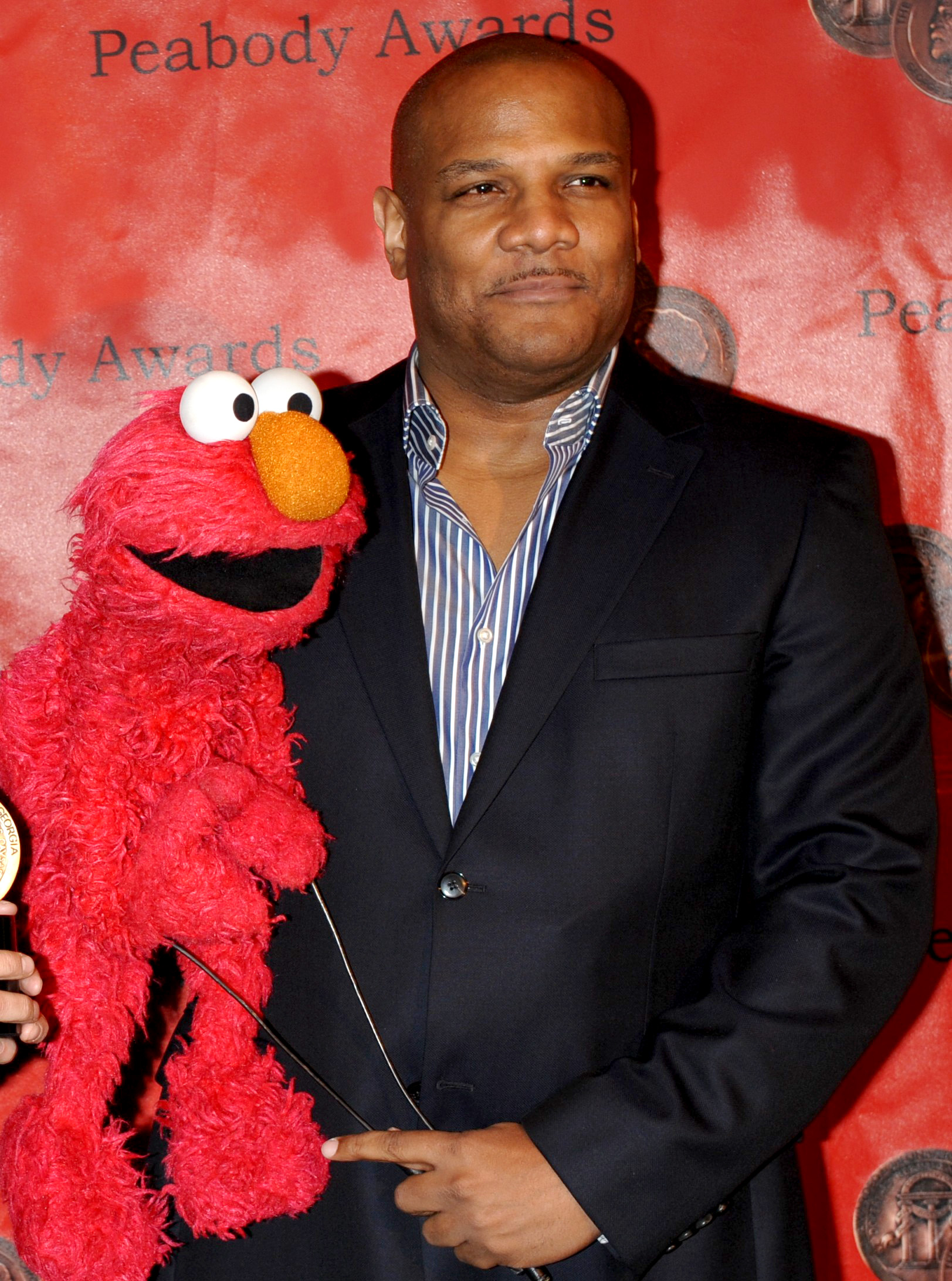
Elmo aux bras de Kevin Clash.

Elmo est un personnage de fiction issu de la série télévisée de marionnettes Sesame Street. Il apparaît sous le nom de « Baby Monster » en 1972. Il fait une nouvelle apparition visuelle en 1981. Elmo obtient finalement son nom définitif le 18 novembre 1985.
Il s'agit d'un monstre à fourrure rouge avec une voix de fausset. Sa voix est assurée par l'acteur-marionnettiste Kevin Clash jusqu'en 2012, date à laquelle il est remplacé par Ryan Dillon à la suite d'un scandale sexuel,.